# Tindariidae
Famille
Genres de rang inférieur
- Tindaria

Tindariidae est une famille de mollusques bivalves. Elle ne comprend de nos jours qu'un seul genre, Tindaria, qui lui-même comprend une quarantaine d'espèces.